# Шатли (Алије)
Шатли (фр. Châtelus) насеље је и општина у централној Француској у региону Оверња, у департману Алије која припада префектури Виши.
По подацима из 2011. године у општини је живело 127 становника, а густина насељености је износила 19,13 становника/km². Општина се простире на површини од 6,64 km². Налази се на средњој надморској висини од 360 метара (максималној 505 m, а минималној 315 m).

## Демографија
| 1962. | 1968. | 1975. | 1982. | 1990. | 1999. | 2011. |
| ----- | ----- | ----- | ----- | ----- | ----- | ----- |
| 177   | 183   | 194   | 169   | 140   | 132   | 127   |

График промене броја становника у току последњих година